# Palimpseste
Pour les articles homonymes, voir Palimpseste (homonymie).

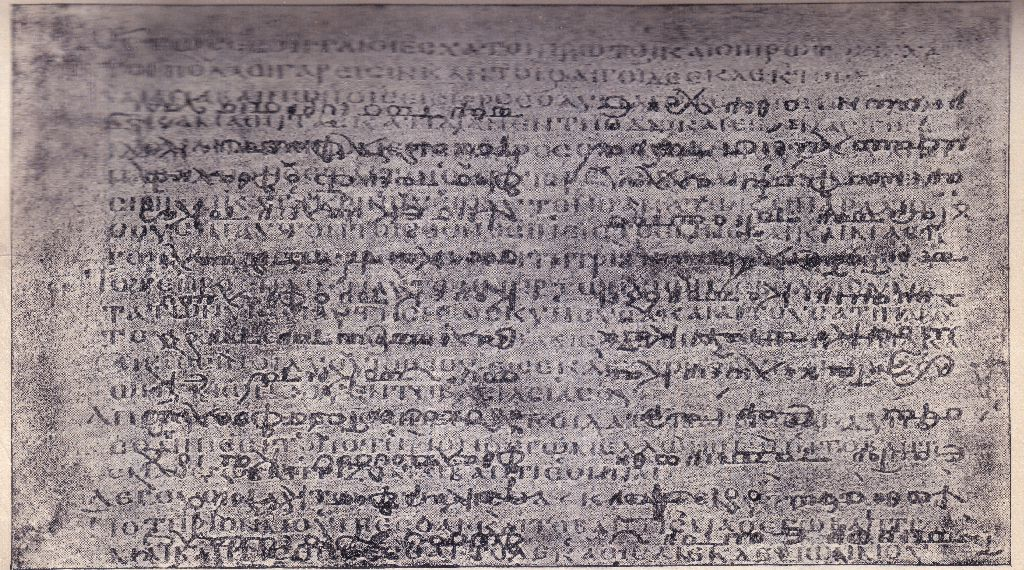
Codex Ephraemi Rescriptus de la Bibliothèque nationale de France (V puis XII).

Un palimpseste (du grec ancien παλίμψηστος / palímpsêstos, « gratté de nouveau ») est un manuscrit constitué d’un parchemin déjà utilisé, dont on a fait disparaître les inscriptions pour pouvoir y écrire de nouveau.

## Histoire

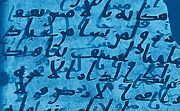
Coran éclairé en lumière ultraviolette révélant un palimpseste (Sanaa, Ier siècle de l'hégire)

Le palimpseste est un produit de recyclage du parchemin : les manuscrits désuets ou de peu de valeur étaient désencrés ou effacés grâce à de la ponce et fournissaient un nouveau support aux copistes. Le poète Catulle, au Ier siècle av. J.-C., ironise sur un poète aussi riche que vaniteux qui, au lieu de diffuser ses œuvres sur le banal palimpseste, les fait copier sur du papyrus relié et broché. Le recours au palimpseste se généralise au Moyen Âge, surtout entre le VIIe siècle et le XIIe siècle, quand les monastères occidentaux (principaux producteurs et conservateurs de documents écrits) ne peuvent plus compter sur les importations de papyrus du fait de la domination musulmane en Égypte tout en voulant concurrencer la bibliothèque d'Alexandrie.
La plus ancienne Bible espagnole, conservée à la cathédrale de León, est ainsi un palimpseste qui a reçu au moins trois textes superposés : une copie de la Lex Romana Visigothorum (notée au VIe siècle), quarante feuillets d'extraits bibliques en semi-onciale du VIIe siècle et pour finir une Bible plus récente du Xe siècle environ.
À cause de cette méthode, de nombreux écrits ont été momentanément ou irrémédiablement perdus comme des correspondances privées, textes juridiques tombés en désuétude, textes d'auteurs jugés païens ou hérétiques ou simplement dont la présentation ne correspondait plus au nouveau goût. Il est cependant parfois possible de reconstituer l'ancien texte de certains palimpsestes grâce aux techniques modernes de restauration de documents comme l'imagerie aux rayons ultraviolets, le rayonnement synchrotron ou grâce à la chimie en général.

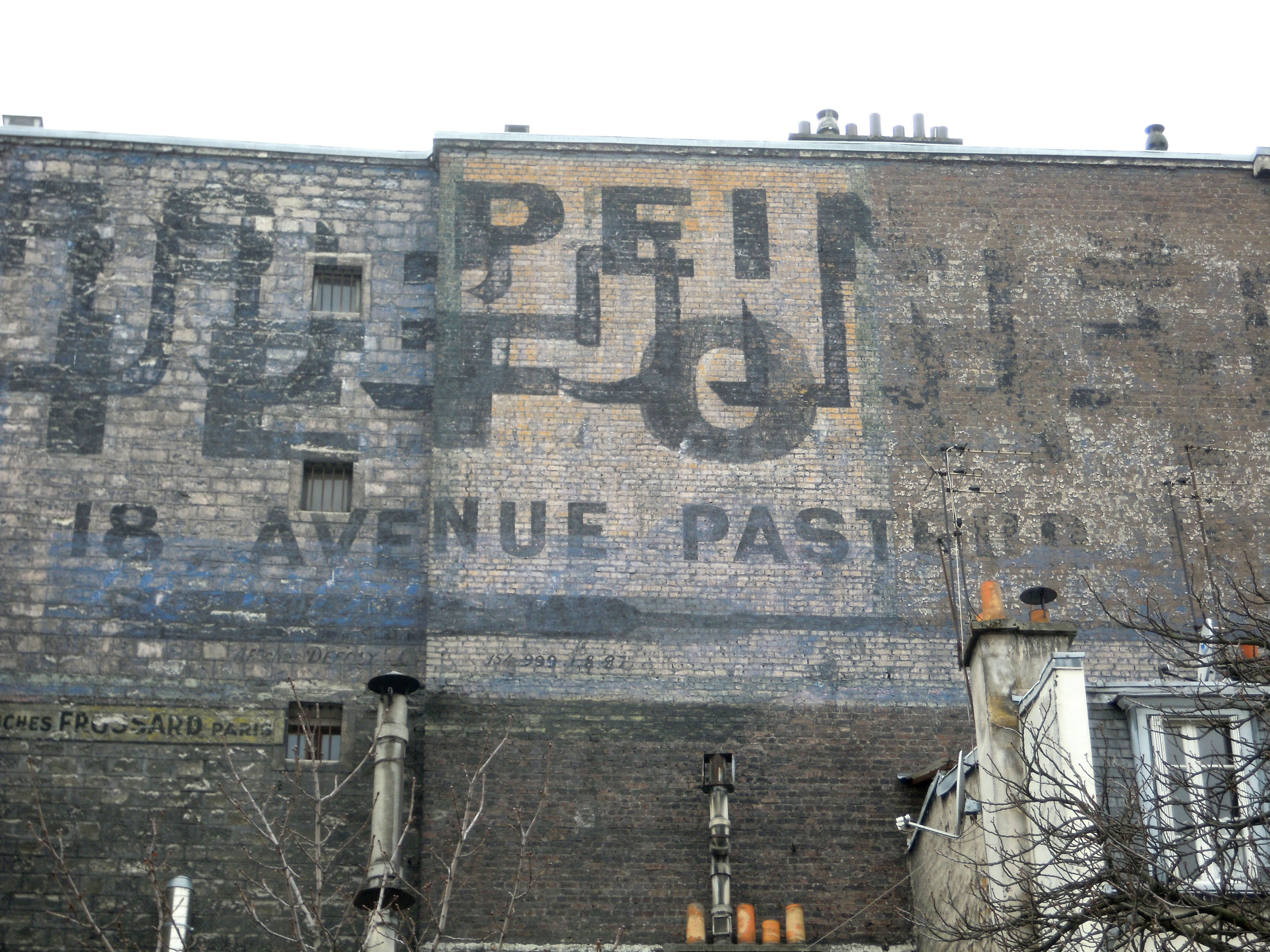
Anciennes publicités murales grattées et superposées formant un palimpseste, à Paris.

Par extension, on parle parfois de « palimpseste » pour un objet qui se construit par destruction et reconstruction successive, tout en gardant l'historique des traces anciennes.
Le terme est également utilisé en architecture, ou encore dans l'analyse paysagère. Par exemple, Olivier Mongin parle de la « ville palimpseste »ou André Corboz qui a proposé la métaphore du palimpseste dans son texte Le territoire comme palimpseste.
En art, on parle aussi de « biopalimpseste » pour une œuvre d'art issue du bio-art qui met en jeu les questions relatives à la réécriture du vivant.

## Palimpsestes renommés
- Le palimpseste d'Archimède[5] : une copie de l'ouvrage d'Archimède La Méthode datant du IXe siècle (de la sphère et du cylindre ; de la mesure du cercle ; la quadrature de la parabole ; des corps flottants ; etc.), fut transformé en livre de prières au XIIIe siècle, à Constantinople[6]. Le palimpseste fut découvert en 1899 à Constantinople, puis attribué à Archimède en 1906 par Johan Heiberg qui en fit une copie, permettant à la communauté scientifique de découvrir un texte inédit de ce savant. Le palimpseste fut de nouveau perdu ou volé, puis retrouvé en 1996[7]. Dans ce texte, Archimède donne une méthode mécanique par pesée, lui permettant de comparer les volumes de la sphère, du cône et du cylindre, ces trois volumes étant découpés en tranches extrêmement fines.
- Le Codex Ephraemi Rescriptus, contenant des parties de l'Ancien et du Nouveau Testaments en grec, datant du Ve siècle, est recouvert par les travaux d'Éphrem le Syrien, datant du XIIe siècle (Bibliothèque nationale de France). Il a été déchiffré entre 1841 et 1842 par Constantin von Tischendorf.
- Le Codex Nitriensis, un volume contenant des travaux de Sévère d'Antioche, au début du IXe siècle, est écrit sur un palimpseste du VIe siècle qui contenait des manuscrits de l’Iliade, de l'Évangile selon Luc, et des Éléments d'Euclide (British Museum).
- Le Codex Climaci Rescriptus, contenant des fragments du catalogue des étoiles d'Hipparque (astronome). En 2022, ces fragments grecs ont été rendus lisibles sous l'écriture syriaque par analyse multispectrale, alors que le catalogue d'Hipparque était réputé définitivement perdu[8].
- Un double palimpseste, dans lequel un texte du IXe ou Xe siècle, de Saint Jean Chrysostome, en syriaque, couvre un traité de grammaire latine du VIe siècle, qui à son tour recouvrait les annales latines de l'historien Licinius Granius, du Ve siècle (British Museum).
- Un hyper-palimpseste, le Codex de Novgorod, dans lequel des centaines de textes ont laissé leurs traces sur le dos en bois d'une tablette de cire.
- Un texte de Cicéron, De Republica, du IVe siècle, recouvert par des Psaumes de saint Augustin, du VIIe siècle (Bibliothèque du Vatican). La découverte de ce texte de Cicéron a été faite par le cardinal Angelo Mai, au début du XIXe siècle.
- Les solives palimpsestes de Montaigne, du XVIe siècle où dans sa librairie à Saint-Michel-de-Montaigne (Dordogne), il avait fait peindre en noir sur un badigeon blanc, des sentences grecques et latines d'Érasme, Socrate, Horace, Lucrèce, Pline, etc. ; soit 46 solives et 2 poutres pour un total de 64 citations qui apparaissent aujourd'hui sur les strates à peine perceptibles des précédentes.
- Un manuel pratique d’astronomie inédit, traitant en grec ancien du météoroscope et attribué à Claude Ptolémée (IIe siècle), copié au VIe – VIIe siècles, était dissimulé dans « un exemplaire ancien des Étymologies, une encyclopédie rédigée par l'évêque Isidore de Séville ». Le réemploi remonte aux environs du « VIIe siècle dans les profondeurs du scriptorium italien de Bobbio, entre Gênes et Milan ». Victor Gysembergh, coauteur de l'étude consacrée au nouveau manuscrit parue le 9 mars 2023 dans la revue scientifique Archive for History of Exact Sciences, estime qu'il s'agit du « premier mode d'emploi conservé »[9].

On peut signaler une utilisation courante en archéologie égyptienne en application directe de la définition du mot, qui est utilisé pour désigner les modifications apportées par un souverain dans le cartouche d'un pharaon précédent (exemple de Karnak, cartouches des salles nord et sud du palais de Maât).